# Geometrotermodinámica
En física, la geometrotermodinámica (GTD) es un formalismo desarrollado en 2007 por Hernando Quevedo para describir las propiedades de los sistemas termodinámicos en términos de conceptos de geometría diferencial. 
Consideremos un sistema termodinámico en el marco de la termodinámica clásica en equilibrio. Los estados de equilibrio termodinámico se consideran como puntos de un espacio de equilibrio abstracto en el que se puede introducir una métrica Riemanniana de varias maneras. Se pueden introducir métricas hessianas (como la métrica de información de Fisher, la métrica de Weinhold o la métrica de Ruppeiner) donde las componentes se calculan como la hessiana de un potencial termodinámico particular.
Otra posibilidad es introducir métricas que sean independientes del potencial termodinámico, una propiedad que comparten todos los sistemas termodinámicos en la termodinámica clásica.  Dado que un cambio de potencial termodinámico es equivalente a una transformación de Legendre, y las transformaciones de Legendre no actúan en el espacio de equilibrio, es necesario introducir un espacio auxiliar para manejar correctamente las transformaciones de Legendre. Éste es el llamado espacio de fase termodinámico. Si el espacio de fase está equipado con una métrica Riemanniana invariante de Legendre, se puede introducir un mapeo suave que induce una métrica termodinámica en la variedad de equilibrio. La métrica termodinámica se puede entonces utilizar con diferentes potenciales termodinámicos sin cambiar las propiedades geométricas de la variedad de equilibrio. Se espera que las propiedades geométricas de la variedad de equilibrio estén relacionadas con las propiedades físicas macroscópicas.
Los detalles de esta relación se pueden resumir en tres puntos principales:
1. La curvatura es una medida de la interacción termodinámica.
2. Las singularidades de curvatura corresponden a transiciones de fase de curvatura.
3. Las geodésicas termodinámicas corresponden a procesos cuasiestáticos.

## Aspectos geométricos
El ingrediente principal de GTD es una variedad {\displaystyle {\mathcal {T}}} de dimensión (2 n + 1) con coordenadas {\displaystyle Z^{A}=\{\Phi ,E^{a},I^{a}\}}, dónde {\displaystyle \Phi } es un potencial termodinámico arbitrario, {\displaystyle E^{a}}, son las variables extensivas, {\displaystyle I^{a}} las variables intensivas y {\displaystyle a=1,2,\ldots ,n}, dónde {\displaystyle n} es el número de grados de libertad termodinámicos del sistema. También es posible introducir de manera canónica la uno-forma fundamental {\displaystyle \Theta =d\Phi -\delta _{ab}I^{a}dE^{b}} (suma sobre índices repetidos) con {\displaystyle \delta _{ab}={\rm {diag}}(+1,\ldots ,+1)}. Esta uno-forma satisface la condición {\displaystyle \Theta \wedge (d\Theta )^{n}\neq 0}, y es invariante respecto a las transformaciones de Legendre, que se escriben de la forma 
{\displaystyle \{Z^{A}\}\longrightarrow \{{\widetilde {Z}}^{A}\}=\{{\tilde {\Phi }},{\tilde {E}}^{a},{\tilde {I}}^{a}\}\ ,\quad \Phi ={\tilde {\Phi }}-\delta _{kl}{\tilde {E}}^{k}{\tilde {I}}^{l},\quad E^{i}=-{\tilde {I}}^{i},\quad E^{j}={\tilde {E}}^{j},\quad I^{i}={\tilde {E}}^{i},\quad I^{j}={\tilde {I}}^{j}\ ,}
También se asume que en {\displaystyle {\mathcal {T}}}  existe una métrica {\displaystyle G} que es invariante con respecto a las transformaciones de Legendre. La tríada {\displaystyle ({\mathcal {T}},\Theta ,G)} define una variedad de contacto Riemannia llamada espacio de fase termodinámico (variedad de fase). El espacio de los estados de equilibrio termodinámico (variedad de equilibrio) son una variedad Rimanniana n-dimensional  {\displaystyle {\mathcal {E}}\subset {\mathcal {T}}} inducida por un mapeo suave {\displaystyle \varphi :{\mathcal {E}}\rightarrow {\mathcal {T}}}. Es decir,{\displaystyle \varphi :\{E^{a}\}\mapsto \{\Phi ,E^{a},I^{a}\}}, con {\displaystyle \Phi =\Phi (E^{a})} y {\displaystyle I^{a}=I^{a}(E^{a})}, tal que {\displaystyle \varphi ^{*}(\Theta )=\varphi ^{*}(d\Phi -\delta _{ab}I^{a}dE^{b})=0}. Acá  {\displaystyle \varphi ^{*}} es el pullback de {\displaystyle \varphi }. La variedad {\displaystyle {\mathcal {E}}} está equipada de forma natural con la métrica de Riemann {\displaystyle g=\varphi ^{*}(G)}. El propósito de GTD es demostrar que las propiedades geométricas de {\displaystyle {\mathcal {E}}} están relacionadas con las propiedades termodinámicas de un sistema con una ecuación fundamental  {\displaystyle \Phi =\Phi (E^{a})}. La condición de invariancia con respecto a las transformaciones totales de Legendre conduce a las métricas
{\displaystyle G^{I}=(d\Phi -\delta _{ab}I^{a}dE^{b})^{2}+\Lambda \,(\xi _{ab}E^{a}I^{b})\left(\delta _{cd}dE^{c}dI^{d}\right)\ ,\quad \delta _{ab}={\rm {diag}}(1,\ldots ,1)}
{\displaystyle G^{II}=(d\Phi -\delta _{ab}I^{a}dE^{b})^{2}+\Lambda \,(\xi _{ab}E^{a}I^{b})\left(\eta _{cd}dE^{c}dI^{d}\right)\ ,\quad \eta _{ab}={\rm {diag}}(-1,1,\ldots ,1)}
dónde {\displaystyle \xi _{ab}} es una matriz diagonal constante que se puede expresar en términos de {\displaystyle \delta _{ab}} y {\displaystyle \eta _{ab}}, y {\displaystyle \Lambda } es una función invariante de Legendre arbitraria de {\displaystyle Z^{A}} . Las métricas {\displaystyle G^{I}} y {\displaystyle G^{II}} se han utilizado para describir sistemas termodinámicos con transiciones de fase de primer y segundo orden, respectivamente. La métrica más general que es invariante con respecto a las transformaciones parciales de Legendre es
{\displaystyle G^{III}=(d\Phi -\delta _{ab}I^{a}dE^{b})^{2}+\Lambda \,(E_{a}I_{a})^{2k+1}\left(dE^{a}dI^{a}\right)\ ,\quad E_{a}=\delta _{ab}E^{b}\,\quad I_{a}=\delta _{ab}I^{b}\ .}
Los componentes de la métrica correspondiente a la variedad de equilibrio {\displaystyle {\mathcal {E}}} se puede calcular como
{\displaystyle g_{ab}={\frac {\partial Z^{A}}{\partial E^{a}}}{\frac {\partial Z^{B}}{\partial E^{b}}}G_{AB}\ .}

## Aplicaciones
GTD se ha aplicado para describir sistemas de laboratorio como el gas ideal, el gas de van der Waals, el modelo de Ising, etc., sistemas más exóticos como los agujeros negros en diferentes teorías de gravedad,  en el contexto de la cosmología relativista,  y para describir reacciones químicas. 